# Майкл Мак-Фарлейн
Майкл Мак-Фарлейн  (англ. Michael McFarlane, 2 травня 1960 — 6 червня 2023) — британський легкоатлет, олімпійський медаліст.

## Виступи на Олімпіадах
| Олімпіада         | Дисципліна              | Місце     |
| ----------------- | ----------------------- | --------- |
| Москва 1980       | біг на 200 метрів       | 6 h1 r2/4 |
| Москва 1980       | естафета 4 x 100 метрів | 4         |
| Лос-Анджелес 1984 | біг на 100 метрів       | 5         |
| Лос-Анджелес 1984 | естафета 4 x 100 метрів | 7         |
| Сеул 1988         | естафета 4 x 100 метрів | 2         |